# Louppy-sur-Loison
 Louppy-sur-Loison  là một xã thuộc tỉnh Meuse trong vùng Grand Est đông nam nước Pháp. Xã này nằm ở khu vực có độ cao trung bình 187 mét trên mực nước biển.